# Městské opevnění (Kolín)
Městské opevnění města Kolína bylo postaveno za vlády Přemysla Otakara II. V druhé polovině patnáctého století bylo opevnění zesíleno na severní straně předsunutým opevněním s věží Práchovnou. Systém opevnění tvořila hlavní hradba, čtyři brány, parkánová zeď s baštami a příkop s vnějším valem. Počátkem šestnáctého století při přestavbě hradu na zámek bylo také „modernizováno“ opevnění. Po několika požárech, během osmnáctého století opevnění postupně chátralo. Do poloviny devatenáctého století byly zbořeny brány a v souvislosti s výstavbou železnice (1844) došlo ke zboření hradeb po celé délce severní strany.
Úsek městských hradeb na Bartolomějském návrší byl zapsán 3. května 1958 do Ústředního seznamu nemovitých kulturních památek České republiky pod číslem 31870/2–739. Předmětem ochrany se stala hlavní hradba, parkán s parkánovou hradbou, příkop a pozemky. Společně s dalšími stavbami (kostel svatého Bartoloměje, zvonice, kostnice a stará farní škola) byly tyto objekty dne 16. srpna 1995 prohlášeny nařízením vlády České republiky číslo 262/1995 Sb. za Národní kulturní památku.
Na počátku jednadvacátého století byla provedena rozsáhlá rekonstrukce zachovalé části opevnění.

## Historie
K vybudování městského opevnění v Kolíně vydal příkaz král Přemysl Otakar II. dne 26. října (rok není uveden). Zápis lze nalézt v listině, nalézající se ve sbírce notáře Jindřicha z Isernie po roce 1253. Panovník požadoval vybudovat opevnění královského města, kterému odpustil na dobu čtyř let odvody daní, cel a mýta. Další listiny z roku 1261 dokazují, že kolínské hradby (není známo, zda byly již dokončené) dával král za vzor pro budovaná opevnění v dalších městech (Čáslav, Česká Kamenice, Ústí nad Labem, Vysoké Mýto, Jaroměřice nad Rokytnou nebo Jihlava). Lze se domnívat, že hradby byly tedy budovány v letech 1253 – 1261.

### Popis
Systém městského opevnění vycházel z tvaru původního města. Nejdelší strana vedla nad příkrým srázem řeky Labe. Původní listina uváděla naplánované rozměry stavby. Příkop kolem města, obezděný z obou stran měl mít šířku dvacet loktů. Hlavní hradební zeď o výšce deset až dvanáct metrů a šířce až 2 m byla zpevněna dvanácti půlválcovými baštami a zakončena cimbuřím. Rovná hradba byla postavena pouze na severní straně, na skále nad Labem. Další část opevnění tvořil oblouk kolem historického centra města se zaobleným jihovýchodním a jihozápadním nárožím. Celý tento úsek hradeb doplňoval osm až jedenáct metrů široký parkán. Ten byl zakončen jeden metr širokou a asi pět metrů vysokou vnější parkánovou zdí. Před ní byl vykopán a vyzděn skoro dvanáct metrů široký příkop, naplněný vodou a vysoký násep. Na stavbu byla použita rula a svor. Profil zdi se směrem nahoru zužoval.

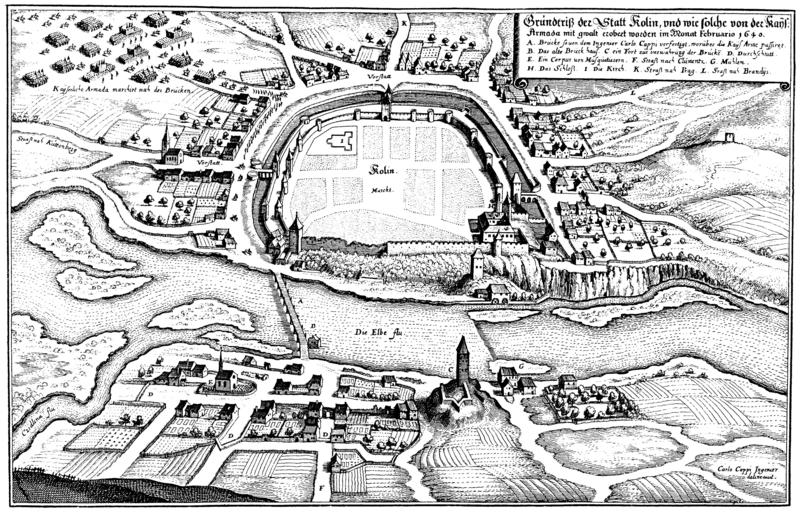
Mapa města Kolína z února 1640, zhotovená Carlem Cappim. Je zde vyobrazeno městské opevnění.

Na jižní straně tvořila hlavní vstup do města třípatrová Kouřimská brána (portam Gurimensem), nazývaná též Poslova brána. Na základě dochovaných zápisů ji zdobil městský znak. Brána směřující na západ se nazývala Klášterská (portam Claustralem). Její název asi souvisel s přilehlým již zaniklým klášterem dominikánů. Východním směrem vedla z města Čáslavská brána (portam Czasslaviensem) později nazývaná Horská. Tato brána byla barokně přestavěna po požáru města v roce 1734 stavitelem Josefem Jedličkou. Čtvrtou branou původního opevnění, stojící v severním směru, byla Labská brána (portam Albee), nazývaná také Zálabská nebo Vratislavská. Původně se tudy jezdilo k dřevěnému mostu postavenému přes řeku Labe.
V hradební zdi byly také menší fortny pro pěší. V roce 1982 se podařilo jednu objevit za kostelem svatého Bartoloměje.
V polovině patnáctého století bylo opevnění na zálabské straně posíleno předsunutým opevněním. Nad řekou zde byla postavena věž Práchovna. Byl tak lépe chráněn přístup k městu od severu, brod a dřevěný most přes řeku Labe.
Na počátku šestnáctého století zahájil Vojtěch z Pernštejna přestavbu hradeb a také přestavbu hradu na zámek. V té době byla Klášterská brána včleněna do vznikající zámecké stavby a vyjmuta ze systému městského opevnění. Místo ní byla postavena Nová brána (portam Nuova), nazývaná také Pražská (portam Pragensem). Pro používání nových zbraní byly do hlavní vnitřní hradby přistavěny střílny. Do vnější parkánové zdi byly dostavěny tři polokruhové bašty. V roce 1595 poničil hradby dlouhotrvající déšť. Již byly opraveny jen částečně. Neudržované parkány zarůstaly křovinami a trávou. Kolínští měšťané zde pásli kozy. V radní knize lze nalézt zápis ze dne 23. května 1603, kterým byl vydán zákaz pasení koz na parkánech.

### Osmnácté a devatenácté století
Východní Horskou bránu tvořily dvě čtverhranné stavby. Jedna byla napojena na vnější zeď a druhá na vnitřní hradbu. Počátkem osmnáctého století sloužila k bydlení. Po požáru v roce 1734, byla opravena. V roce 1796, po velkém požáru již jen chátrala a v roce 1843 byla zbourána. Také Kouřimská brána se používala jako obytná.
Požár města v roce 1796 poničil velkou část opevnění i brány, které už pouze chátraly. V roce 1829 byla zbourána Nová brána s částí hradeb, když hrozilo jejich zřícení. V roce 1842 byla zbořena Labská brána a o rok později také Kouřimská a Horská brána. V letech 1842 – 1844 byla budována v Kolíně železnice a v souvislosti s touto stavbou byla zbourána celá hradba na severní straně společně s Podzámeckou baštou a vodárenskou věží.
Z roku 1817 se dochovaly zprávy o opravě hradeb na Bartolomějském návrší. V roce 1844 byly horní plochy hradeb pokryty kamennými deskami, aby se zabránilo zatékání dešťové vody. Myšlenka otevřít více pohled na kostel svatého Bartoloměje vedla v následujících letech k diskusím o zbourání hradeb a kostnice. O jejich zachování se zasloužil tehdejší děkan Jan Nepomuk Svoboda. V letech 1877 – 1878 nechal tuto část hradeb vlastním nákladem opravit a vznikla zde farská zahrada.

### Dvacáté století
V roce 1980 zrušilo Ministerstvo kultury na žádost Odboru výstavby Městského národního výboru v Kolíně památkovou ochranu části opevnění. Byla  zbořena hradba mezi zámkem a Pražskou ulicí. V letech 1998 – 2000 byla opravena část hradeb mezi ulicemi Kouřimská a Na Valech.

## Kulturní památka

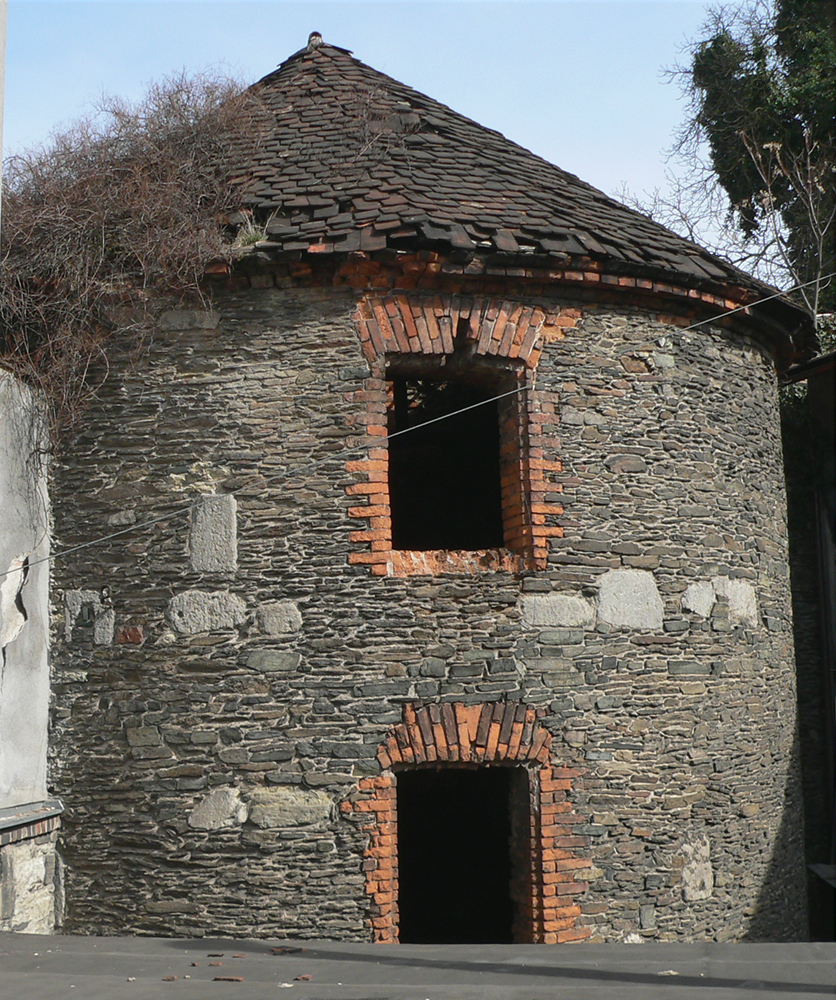
Bašta městského opevnění pohled z ulice Na Valech

V obvodu historického centra Kolína se dochovaly pouze zbytky městského opevnění mezi Brandlovou ulicí a Politických vězňů. V roce 2003 potvrdil stavebně-historický průzkum raně gotickou Klášterní bránu ve hmotě Žerotínského paláce zámku. V ulici Na Valech se dochoval příkop opevnění ve své původní hloubce. V roce 1843 byl však zastavěn. Zachována zůstala vnější hradební zeď s polokruhovou baštou z šestnáctého století a na ní navazující parkán. V roce 2012 zde město vybudovalo „Vinohrad souznění“. V zadních částech domů stojících mezi ulicemi Na Valech a Kouřimskou zůstaly zachovány části hlavní hradební zdi ze šestnáctého století se zazděnými střílnami.
Mezi ulicemi Kouřimskou a Kutnohorskou zůstala zachována hlavní hradba, parkán i parkánová hradba v okolí kostela svatého Bartoloměje. V hlavní hradbě přetrvaly dvě gotické bašty ze třináctého století. Částečně se dochovaly  vestavěné objekty barokní kostnice a staré farní školy, také část bašty v Parléřově ulici.
Prostory Bartolomějského návrší jsou veřejnosti přístupné. Je zde prezentována část městského opevnění nebo fragmenty zaniklého pohřebiště, také kovaný barokní kříž na jižní stěně nové farní školy atd.

### Rekonstrukce

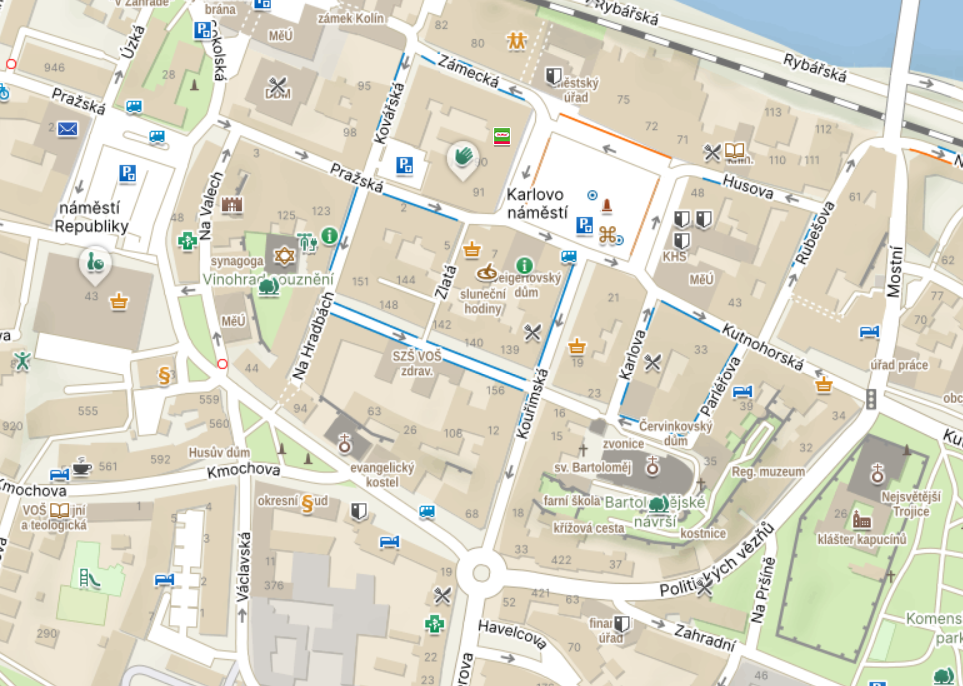
Výřez mapy Kolína se zbytky dochovaného městského opevnění, rok 2024

Zásadní rekonstrukce dochovaného úseku hradeb na Bartolomějském návrší proběhla v letech 2017 – 2020. Opraveny byla objekty kostnice, zvonice a staré školy. Opravy omítek staré školy a kostnice vrátily stavbám  jejich původní vzhled. Při rekonstrukci budov areálu kostela svatého Bartoloměje a přilehlých hradeb byly nalezeny mimo jiné středověké lučištnické střílny ve tvaru „rybího ocasu“. Pod dlažbou v okolí kostela svatého Bartoloměje byl objeven hřbitov. Hroby generací kolínských obyvatel zůstaly zachovány. Pohřbívalo se zde od poloviny třináctého století až do konce osmnáctého století, protože v roce 1784 zakázal Josef II. pohřbívání v zástavbě opevněných měst. Počátkem devatenáctého století byly odstraněny náhrobky a v roce 1820 byla zbořena také hřbitovní zeď.
Archeologický výzkum doložil osídlení prostranství pozdějšího svatobartolomějského návrší již v devátém nebo desátém století a tak ho lze zařadit k nejstarším sídelním oblastem v české historii.

### Zahrada Zelené parkány
Parkánové prostory byly upravovány v druhé polovině devatenáctého století. Parkán patřil kolínské obci a ta ho pronajímala kolínskému děkanství jako zahradu a vinici. Proto nedošlo během let k jeho zastavění. U hlavní hradby byly vybudovány terasy, postaven altán a skleník. Rekonstrukce, která byla dokončena v roce 2020, vytvořila současnou podobu zahrad, jejíž součástí je i bylinková zahrada.